# Центральный массив
Центра́льный масси́в (фр. Massif Central) — горный массив в центре и на юге Франции. На востоке отделён от Альп глубокой долиной Роны, вытянутой с севера на юг. Высота до 1886 м (гора Санси).
В северном и центральном районах Центрального массива базальтовые плато с конусами потухших вулканов (Шэн-де-Пюи) чередуются с плоскогорьями и меридионально вытянутыми долинами рек бассейна Луары, на юге — карстовые плато Кос, на юго-востоке и востоке — ряд гор и плоскогорий (Севенны и др.) с крутыми ступенеобразными склонами, обращёнными к Ронской низменности и побережью Средиземного моря; на севере и северо-западе — плоскогорья Морван, Лимузен, Мильваш и др.
Климат умеренный, океанический, с прохладным летом и мягкой зимой. Растительность представляет собой в основном широколиственные леса, выше 1200 м — пихтовые леса, выше 1400 м — субальпийские луга.
Значительная часть территории освоена человеком (пашни, пастбища, виноградники и др.). Имеются месторождения урана, каменного угля, минеральных вод (Виши и др.).